# 위안웨이하오
위안웨이하오(중국어: 袁偉豪, 영어: Benjamin Yuen, 1981년 5월 11일 ~ 그는 홍콩 배우이자 Shaw Brothers와 TVB의 아티스트이며 Dongguan에서 태어났으며 바디 스케치 모델로 일했다.